# ألكس غيلبرت
ساشا ألكسندر غيلبرت (بالروسية: Саша Александр "Алекс" Гилберт؛ وُلد في 1 أبريل 1992) هو مدافع عن التبني وكاتب ومقدم إعلامي نيوزيلندي من أصل روسي، ومؤسس منظمة "أنا متبنى" التي أسسها في عام 2015.
غيلبرت، الذي كان اسمه عند الولادة غوسوفسكوي ألكسندر فيكتوروفيتش، وُلد في أرخانغيلسك، حيث تم وضعه في دار أيتام محلية خلال أول عامين من حياته حتى عام 1994، عندما تبناه والداه النيوزيلنديان. في عام 2013، بدأ غيلبرت في البحث عن والديه البيولوجيين الروس، الذين لم يكن لديه أي اتصال بهما؛ حيث لم يكن والده البيولوجي على علم بوجود غيلبرت حتى تواصل معه غيلبرت في عام 2013.
في عام 2015، أسس غيلبرت منظمة "أنا متبنى"، وهي شبكة دعم للمُتبنّين. تم ترشيح غيلبرت لعدة جوائز عن عمله في مجال التبني، بما في
ذلك جائزة "الشاب النيوزيلندي للعام" في عام 2018 وجائزة "النيوزيلندي للعام" في عام 2020.
ظهر غيلبرت عدة مرات في برامج تلفزيونية ووثائقيات حول التبني الدولي، كما كتب كتابين. إلى جانب نشاطه في الدفاع عن التبني، عمل غيلبرت سابقًا في مجال الإعلام والتلفزيون. ينشر غيلبرت بانتظام مقاطع فيديو على قناته على يوتيوب تتناول قصته الشخصية، بالإضافة إلى سلسلة "قصة تبني" التي تعرض قصص أشخاص آخرين متبنين.

## وصلات خارجية
- الموقع الرسمي لـ ألكس غيلبرت
- الموقع الرسمي لشبكة I'm Adopted